# Линдси Данкан
Линдси Данкан (енгл. Lindsay Duncan; 7. новембар 1950) је шкотска филмска, телевизијска и позоришна глумица.
Добиница је награда Тони и Лоренс Оливије за улогу у представи Приватни животи коју је 2001. године играла у позоришту „Албери“ у Лондону, а потом и на Бродвеју. Године 1986. освојила је награду Лоренс Оливије и била номинована за Тонија захваљујући улози у представи Опасне везе. Даљи ток њене позоришне каријере обележили су наступи у бројним адаптацијама дела Харолда Пинтера.
Телевизијској публици позната је по улогама у серијама Г.Б.Х. (1991), Рим (2005–2007) и специјалу „Вода на Марсу“ серије Доктор Ху (2009). Такође је позната по улогама у филмовима Мансфилд парк (1999), Алиса у земљи чуда (2010), Време за љубав (2013), Викенд у Паризу (2013) и Звездани ратови — епизода I: Фантомска претња (1999) у коме је позајмљивала глас.
Године 2009. додељен јој је Орден Британске империје за допринос драми.